# Stanisław Andrzej Krzyżanowski
Stanisław Andrzej Krzyżanowski (ur. 15 lutego 1836 w Laszkach Wielkich koło Przemyślan, zm. 11 października 1922 w Krakowie) – księgarz i wydawca.

## Życiorys
Praktykę odbywał we Lwowie, Czerniowcach i Lipsku. W 1863 roku rozpoczął pracę w krakowskiej księgarni Walerego Wielogłowskiego. Własną księgarnię, skład nut z wypożyczalnią i biurem koncertowym przy ulicy Floriańskiej 7 założył w 1870 roku. W 1875 przeniósł księgarnię do lokalu w kamienicy przy Rynku Głównym 36. Od 1884 roku był zastępcą prezesa w Stowarzyszeniu Księgarzy Krakowskich. W 1908 roku firmę przejął syn Marian Krzyżanowski. Zmarł w 1922 roku i został pochowany na Cmentarzu Rakowickim.

## Wydawnictwo
W 1874 roku Krzyżanowski rozpoczął działalność wydawniczą. Współpracował zw sztycharnią nut J. Eberle &Co w Wiedniu. Swoje druki opatrywał znakiem firmowym. Były to jego inicjały S.A.K w ozdobnym ornamencie. Wydał ponad 500 pozycji, w tym ponad 100 własnym nakładem. Wydawał nuty na fortepian, piesni solowe i chóralne. Był wydawcą dział Feliksa Nowowiejskiego, Władysława Żeleńskiego, I. Friedmana, J. Galla, S. Niewiadomskiego.

## Biuro koncertowe
Biuro działało od początku istnienia księgarni, Nie przynosiło dochodów, ale służyło do promocji księgarni ponieważ w  niej były sprzedawane bilety. Koncerty odbywały się w sali koncertowej Hotelu Saskiego. Wśród zaproszonych gwiazd znaleźli się: Anton Rubinstein, Eugène Ysaÿe i Pablo Sarasate, Johannes Brahms,  Marcelina Sembrich-Kochańska. Krzyżanowski był również  w 1879 roku organizatorem pierwszego koncertu młodego Ignacego Jana Paderewskiego.